# Soulay Thiâ'nguel
Soulay Thiâ’nguel de son vrai nom Souleymane Bah, né le 11 décembre 1973 à Conakry est un journaliste, écrivain, metteur en scène, acteur et personnalité politique guinéen.
Soulay Thiâ’nguel, est l'actuel secrétaire général du ministère de l’Information et de la Communication depuis le 24 novembre 2021.

## Biographie et études
Soulay Thia'nguel né à Conakry le 11 décembre 1973, en république de Guinée.
Soulay Thiâ’nguel obtient son diplôme de licence en journalisme à l’université de Conakry et son doctorat en Sciences de l’information et de la communication de l’université Lumière Lyon 2.

## Parcours
Il commence le théâtre très tôt au lycée en fondant la troupe Djibril Tamsir Niane dont il est administrateur et comédien. metteur en scène et écrivain, il devient membre de l’atelier des artistes en exil des 2018.

## Ouvrages

### Théâtres
- 2015 : TRANCHANTES CHRONIQUES par Soulay Thiâ'nguel aux éditions L'Harmattan Guinée[3] ;

- 2016 : Danse avec le Diable de Soulay Thiâ'nguel publié aux éditions L'Harmattan Guinée ;
- 2018 : Jamais d'eux sans proie[4]
- 2021 : La Cargaison par Souleyman Bah (Auteur et metteur en scène) à Limoges - France :
- 2021 : La Cargaison par Souleyman Bah, Thierry Blanc à Grenoble - France ;
- 2021 : ÇA VA ÇA VA LE MONDE[5].

## Prix et reconnaissances
- 2020 : lauréat du Prix RFI Théâtre
- lauréat de la bourse Nora de l’ACCR[6]
- lauréat de la SACD[7]